# Дермоскопија
Дермоскопија је  неинвазивна дијагностичка метода, која служи као помоћ у дијагностици неких облика меланома и процени пигментираних и непигментираних лезија коже. Уз њену помоћ поставља се врло прецизна дијагноза са тачношћу од 92-99%. Она је заправо нека врста микроскопије површине коже, односно преглед површине коже посебном микроскопском методом.
Дермоскопијом  добро обучен дерматолог може да дијагностикује меланом у његовој најранијој фази. Недовољано обучен или дерматолог који није сигуран у дермоскопску евалуацију промене, пацијента обавезно треба да упути дерматологу у терцијарној здравственој установи, на консултативни преглед и експертизу.

## Називи
Епилуминисцентна микроскопија - Контактна микроскопија коже- Микроскопија коже са извором хладног светла - Дермоскопија - Дерматоскопија - Меланомоскопија коже (од 2001. године и Првог светског конгреса дермоскопије).

## Историја
Почетак микроскопије површине коже зачет је 1664. године и повезан је са истраживањима  Колхаус. Два века касније ову методу побољшао је Абе, користећи уље за потапање 1878. године. Немачки дерматолог Јохан Сафијер први је увео светлосни сноп у инструмент, а дерматолог Голдман први је почео да користи термин дерматоскопија.
Као дијагностичка метода дермоскоија се почела масовно примењивати на глобалном нивоу од фебруара 2001. године када је у Риму усвојена као метода на Првом дерматоскопском конгресу. Следило је формирање међународног дерматоскопског удружења (IDS – International dermoscopy society), које је дерматоскопију раширило на глобалном нивоу.
Удружење дермоскопа Србије основано је 17. фебруара 2002. године. од стране групе медицинских ентузијаста. Од тада је едуковано више од 300 лекара кроз семинаре и курсеве друштва за дермоскопију, што је омогућило да ова дијагностичка метода заживи у многим здравственим установама широм Србије.
Балканско дермоскопско удружење основано је 30. јануара 2011. године у Београду, са циљем да подржи даљи развој дермоскопије на Балканском полуострву.

## Опште информације
Минимални захтев за општег дерматолога за клиничку процену пигментираних лезија коже је дермоскопија. У стручним рукама показало се да ова техника побољшава и осетљивост и специфичност за дијагнозу меланома. Ово се такође одражава у нижим односима ексцизије бенигног меланома и смањеним стопама ексцизије. Све је више доказа за рутинску употребу фотографије коже целог тела за пацијенте са веома високим ризиком од развоја кожног меланома. Показало се да дуготрајно (12 месеци) и краткорочно (3 месеца) праћење дигиталне дермоскопије омогућава откривање дермоскопски безличног меланома и да је то централно питање за клиничку процену меланоцитних лезија.
Дермоскопски преглед подразумева преглед свих промена на кожи, било да се ради о  непигментним или пигментним променама локализованим на кожи:
- капилицијума,
- лица и у усној дупљи,
- ушним шкољкама,
- врата,
- трупа,
- горњих и доњих удова,
- Дермоскопија: малигни меланомгениталне регије,
- дланова, табана, као и ноктних плоча.

Свака нова промена, која се мења и клинички разликује од осталих („знак ружног пачета“), обавезно захтева посебну пажњу. 
Уколико се дермоскопским прегледом не прегледају све промене на кожи, такав преглед се сматра неадекватним и неправилним, и велики је ризик у смислу недијагностиковања злочудних (малигних) тумора коже у најранијој фази, када једноставна хируршка ексцизија представља једини вид терапије.

## Врсте дермоскопије
Данас се на глобалном нивоу примењују следеће  три основне врсте дермоскопског прегледа:

### Тријажна дермоскопија
Тријажна дермоскопија је преглед промена на кожи ручним микроскопом -.дерматоскоп који омогућава само лекару да види промену, али не и да је сними и сачува њен снимак. Основна намена ове врсте дермоскопије је  масовна тријажа промена на оне које су за даљу дијагностику и оне које то нису.

### Дигитална дермоскопија
Дигитална дермоскопија се изводи специјализованим инструментом који омогућава не само микроскопирање структура у промени коже, већ и њихово дигитално снимање. Ова метода омогућава лекару да осим прегледа обави и детаљну анализу  снимка и на основу њега поставити врло прецизну дијагнозу.

### Компјутерска дигитална дермоскопија
Компјутерска дигитална дермоскопија пуђа широк спектар могућности. Њом не само  да се прави и анализира дигитални снимак промена на кожи, већ се врши и чување снимака и њихово слање теледермоскопском мрежом у референтне центре.

## Дерматоскопске карактеристике пигментираних лезија
Користећи дермоскопију, пигментација лезије се процењује у смислу боје(а) и структуре. Боје које се налазе у пигментисаним лезијама коже укључују црну, браон, црвену, плаву, сиву, жуту и белу.    
Карактеристике дерматоскопске структуре кожних лезија укључују:
- Симетрија или асиметрија
- Хомогеност/униформитет (истост) или хетерогеност (структуралне разлике у лезији)
- Дистрибуција пигмента : смеђе линије, тачке, грудве и подручја без структуре
- Кератин на површини коже ( мале беле цисте, крипте, фисуре)
- Васкуларна морфологија и образац: правилна или неправилна
- Граница лезије: бледе, оштро одсечене или радијалне пруге
- Присуство улцерације

Постоје и специфични дермоскопски обрасци који помажу у дијагностици следећих пигментираних лезија коже:
- Меланома
- Младежа или невуса (бенигни меланоцитни невус )
- Пеге ( лентигос )
- Атипични невуси
- Плави невус
- Себороична кератоза
- Пигментирани карцином базалних ћелија
- Хемангиом

## Дермоскопске карактеристике меланома
Најпоузданији дермоскопски алгоритам је анализа образаца (енг. pattern analysis), када само једна дермоскопска карактеристика може да наведе на хируршку ексцизију сумњиве промене.
Најчешће дермоскопске карактеристике меланома локализованог на трупу и удовима су:
- атипична пигментна мрежа,
- ирегуларно дистрибуиране глобуле или тачке,
- регресивна поља, негативна пигментна мрежа,
- плаво-беличасти вео,
- атипични крвни судови.

Поред стандардних дермоскопских карактеристика које се детектују код меланома локализованих на кожи трупа и удова, постоје и специфичне дермоскопске карактеристике које могу да се уоче код меланома локализованих на лицу, акралним регијама, нокатним плочама, слузницама, као и дермоскопске карактеристике које могу да се виде код посебних облика меланома, попут нодуларног, хипомеланотичног и амеланотичног меланома.
Асиметрични фоликуларни отвори, ануларни-грануларни образац, таргет налик образац, ромбоидалне структуре и облитерисани фоликули најчешће су описане дермоскопске карактеристике меланома типа лентиго малигна (лат. lentigo maligna), који се у више од 90%  случајева манифестује на кожи лица. Некада, само сивкаста колорација може да укаже на тај тип меланома.
Код акралних лезија, пигментација у гребенима захтева ексцизију и патохистолошку верификацију, док су критеријуми за хипомеланотични и амеланотични меланом млечно-ружичаста. колорација, атипични крвни судови и, понекад, остаци нежне пигментне мреже.
Код нодуларног меланома, дермоскопски детектована комбинација црне и плавичасте боје у више од 10% сагледане лезије (енг. blue-black правило) треба да наведе дерматолога да такву лезију никако не прати, већ да пацијента упути хирургу ради ексцизије и патохистолошке верификације.
Меланом нокатног матрикса представља дијагностички изазов. Пигментне линије неједнаке боје, регуларности и дијаметра захтевају биопсију и патохистолошку верификацију.
Меланом локализован на слузокожама, иако један од најређих облика, често се дијагностикује у касном стадијуму. Зато је преглед гениталне регије и слузокожа саставни део сваког дерматолошког прегледа. Меланом слузокожа најчешће се јавља у каснијем животном добу, просечне старости 68 година. Беструктурна поља с комбинацијом плаве, сиве и беличасте колорације могу да буду једине дермоскопске карактеристике које треба да наведу дерматолога да уради биопсију такве промене.

## Тачност дермоскопије?
Оно што дермоскопија показује је величина промене, слика пигментне мреже и васкуларна структура пигмента или друге промене.
Познато је да је поузданост процене меланома голим оком око 65%, а да се дермоскопским прегледом проценат процене повећава и креће се од 92% до 99%.
Границе дермоскопије су могућност визуелизације само до нивоа папиларног дермиса. Патолошке структуре које се налазе дубље, испод нивоа папиларног дермиса, овом методом се не могу детектовати. Високо пигментиране промене је понекад веома тешко прецизно дијагностиковати због густине пигмента, а посебан проблем представљају хипопигментиране и амеланотичне промене. Дерматоскопија стога није 100% поуздана метода, али прави клиничар то од ње и не очекује.

## Примена у другим областима
Дермоскопија се такође може користити за детаљан преглед површине коже у неким другим околностима, на пример:
- Непигментиране лезије коже
- Проналажење гриња од шуге у каналићима коже
- Испитивање капилара прегиба ноктију код кожног еритематозног лупуса или системске склерозе
- Разликовање одређених стања коже као што је лихен планус од других као што су псоријаза или екцем
- Процена губитка косе (трихоскопија)